# レインボーユーカリ
レインボーユーカリ（学名 : Eucalyptus deglupta）は、ユーカリ属の高木樹である。北半球で自生する唯一のユーカリ属の植物で、ニューブリテン島、ニューギニア島、セラム島、スラウェシ島、ミンダナオ島を自生地とする。カメレレやカマレレ（kamarere）、レインボーガム（英: rainbow gum）とも呼ぶ。

## 特徴
本樹の特徴として、多くの色をもつ樹皮が挙げられる。外側の樹皮は、毎年異なる時期に落脱し、明るい緑色をした内側の樹皮が現れる。その樹皮も時間が経つにつれ、青、紫、橙、えび茶色に変化する。

## 分布
フィリピン、インドネシア（スラウェシ、モルッカ諸島、イリアンジャヤ）、パプアニューギニア（ニューギニア、ビスマルク諸島）に見られる。

## 利用
この木は紙の原料であるパルプを得るために世界中で広く栽培されている。フィリピンでは、パルプの原料のためのプランテーションにて栽培されている。

## 栽培
レインボーユーカリは、鑑賞用樹木として、熱帯・亜熱帯の庭園や公園で植樹されている。